# Ferrovia Figeac-Arvant
La ferrovia Figeac-Arvant (in francese Ligne de Figeac à Arvant) è una linea ferroviaria francese che unisce Figeac, nel Lot a Arvant, nel dipartimento dell'Alta Loira. La linea unisce le regioni dell'Alvernia-Rodano-Alpi e dell'Occitania.

## Storia
La costruzione della linea fu autorizzata con decreto imperiale il 21 aprile 1853.
La Compagnie du chemin de fer de Paris à Orléans ottenne la concessione per la linea Figeac-Arvant in base a una convenzione firmata l'11 aprile 1857 con il Ministro dei Lavori Pubblici. L'accordo fu approvato con decreto del 19 giugno successivo.
La linea fu attivata tra il 1861 ed il 1868.